# ماتیو بنت
ماتیو بنت (انگلیسی: Matthew Bennett؛ زادهٔ ۹ آوریل ۱۹۶۸) یک هنرپیشه اهل کانادا است. وی از سال ۱۹۹۱ میلادی تاکنون مشغول فعالیت بوده‌است.
از فیلم‌ها یا برنامه‌های تلویزیونی که وی در آن نقش داشته است می‌توان به تماشایی! و هر چیزی برای عشق اشاره کرد.